# Honjō, Saitama
Honjō (japanska: 本庄市 ?, Honjō-shi) är en stad i Saitama prefektur i Japan. Staden fick stadsrättigheter 1954.

## Kommunikationer
Staden har en station, Honjō-Waseda, på Joetsu Shinkansen-linjen som ger förbindelse med höghastighetståg till Tokyo och Niigata.